# Oksana Nikolajewna Sliwenko

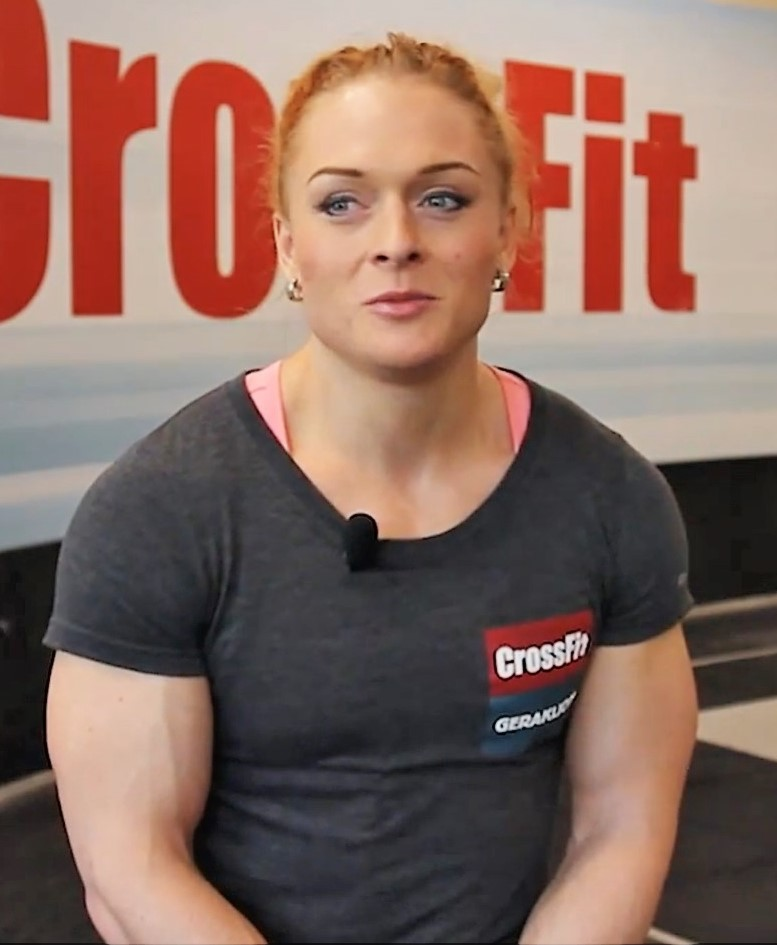
Oksana Nikolajewna Sliwenko (2013)

Oksana Nikolajewna Sliwenko, russisch Оксана Николаевна Сливенко, auch Oxana Sliwenko (* 20. Dezember 1986 in Tschechow) ist eine russische Gewichtheberin.

## Leben
Ihre Eltern, Nikolai Pawlowitsch Sliwenko und dessen Ehefrau Vera Iwanowna, schickten sie im Alter von vier Jahren zum Kunstturnen. Jedoch mit zehn Jahren erkannte Oksana, dass sie nicht geeignet war, diese Sportart weiterzuführen. Daher versuchte sie sich sportlich beim Karate und Schwimmen weiterzuentwickeln, wobei ein großer Wert auf ein intensives Krafttraining gelegt wurde. Mit zwölf Jahren begann sie 1998, gegen den Willen ihrer Eltern, mit dem Gewichtheben. Dort wurde sie von Valerie Tarenenko entdeckt und trainiert. Sliwenko ist seit 2000 Mitglied der russischen Nationalmannschaft, trainiert seitdem unter Wladimir Safonow, gewann 2005 die Silbermedaille bei der Juniorenweltmeisterschaft in der Gewichtsklasse bis 63 kg und wurde 2006 Juniorenweltmeisterin in der Kategorie bis 69 kg.
Bei den Frauen der 69 kg-Klasse wurde sie bei der 2006 bei der Weltmeisterschaft in der Dominikanischen Republik in Santo Domingo Weltmeisterin und stellte dabei mit 263 kg (123/140 kg) einen Weltrekord auf; die dabei erzielte Leistung im Reißen ist immer noch (Stand: April 2009) Junioren-Weltrekord. Die 164 Zentimeter große Sportlerin ist russische Meisterin des Sports 2006 gewesen. Nachdem sie 2007 in Straßburg mit drei Goldmedaillen auch Europameisterin der 69-kg-Klasse geworden war, verteidigte sie in Chiang Mai, Thailand, ihren Weltmeistertitel und verbesserte dabei den Zweikampf-Weltrekord in der Klasse bis 69 kg auf 276 kg. Sliwenko war in Peking auch am Start, traf aber dort auf die 2016 disqualifizierte Dopingsünderin Liu Chunhong, die ihr das Erlebnis eines ersten Platzes auf dem Olympia-Siegertreppchen entriss.
Bei den Weltmeisterschaften im Gewichtheben 2011 in Paris wurde sie im Reißen mit 118 kg, im Stoßen mit 148 kg und im Zweikampf mit 266 kg vor der leistungsgleichen, aber 300 g schwereren Chinesin Xiang Yanmei Weltmeisterin.
Europameisterin im Zweikampf wurde Oksana Sliwenko bisher sechsmal (Stand 2013), nämlich 2007 in Straßburg mit 257 kg, 2009 in Bukarest mit 255 kg, 2010 in Minsk mit 262 kg, 2011 in Kasan mit 265 kg, 2012 in Antalya mit 258 kg und 2013 in Tirana mit 257 kg.
Zu diesen Erfolgen im Zweikampf kommen noch viele Medaillen hinzu, die sie bei Welt- und Europameisterschaften in den Einzeldisziplinen Reißen und Stoßen gewonnen hat.
Eine herbe Enttäuschung für Oksana Sliwenko gab es im Jahre 2012, denn sie konnte in diesem Jahr wegen einer Verletzung nicht an den Olympischen Spielen in London teilnehmen und ihren Traum vom Gewinn einer olympischen Goldmedaille verwirklichen.
Die Moskauer Sportlehrerstudentin liest gern und hört in ihrer Freizeit Musik. Für Oksana Sliwenko ist das Gewichtheben Lebensphilosophie. Perspektivisch möchte sie die männerdominierte Gewichtheber-Szene auch für Frauen etablieren.

## Internationale Erfolge
| Jahr | Platz | Wettbewerb                           | Gewichtsklasse | Ergebnisse |
| 2001 | 1.    | Junioren-EM (U 16) in Klosterneuburg | bis 52 kg      | mit 145 kg (65–80) vor Hanna Zimbaljuk, Ukraine, 137,5 kg (62,5–75) und Hripsime Churschudjan, Armenien, 137,5 kg (65–72,5)                   |
| 2002 | 1.    | Junioren-EM (U 16) in Villeneuve     | bis 58 kg      | mit 180 kg (80–100), vor Tatjana Demjanenko, Ukraine, 165 kg (72,5–92,5)                                                                      |
| 2004 | 2.    | Junioren-EM (U 18) in Burgas         | bis 63 kg      | mit 227,5 kg (102,5–125), hinter Marina Schainowa, Russland, 227,5 (97,5–130), vor Natalja Dawidowa, Ukraine, 222,5 kg (100–122,5)            |
| 2005 | 2.    | Junioren-WM (U 20) in Busan          | bis 63 kg      | mit 230 kg (105–125), hinter Wiktorija Sawenko, Russland, 235 kg (107–128), vor Guo Xiyan, China, 222 kg (97,5–125)                           |
| 2005 | 2.    | Universitäten-Welt-Cup               | bis 63 kg      | mit 215 kg (95–120), hinter Liu Xia, China, 227 kg (98–129)                                                                                   |
| 2006 | 2.    | Junioren-WM in Hangzhou/China        | bis 69 kg      | mit 257 kg (116–141), hinter Nadeschda Jewstjuchina, Russland, 265 kg (117–148)                                                               |
| 2006 | 1.    | WM in Santo Domingo                  | bis 69 kg      | mit 263 kg (123–140), vor Tatjana Matwejewa, Russland, 245 kg (110–135) und Jeanne Lassen, Kanada, 238 kg (102–136)                           |
| 2007 | 1.    | EM in Straßburg                      | bis 69 kg      | mit 257 kg (112–145), vor Nasik Awdaljan, Armenien, 241 kg (105–136) und Datalja Dawidowa, 241 kg (109–132)                                   |
| 2007 | 1.    | WM in Chiang Mai/Thailand            | bis 69 kg      | mit 276 kg (120–156), vor Liu Chunhong, China, 271 kg (121–150) und Natalja Dawidowa, 244 kg (114–130)                                        |
| 2008 | Gold  | OS in Peking                         | bis 69 kg      | mit 255 kg (115–140), vor Natalja Dawidowa, 250 kg (115–135) und Leidy Solís, 240 kg (105–135)                                                |
| 2009 | 1.    | EM in Bukarest                       | bis 69 kg      | mit 255 kg (115–140), vor Nasik Awdaljan, 245 kg (110–135) und Tatjana Matwejewa, 239 kg (102–137)                                            |
| 2009 | 2.    | WM in Goyang/China                   | bis 69 kg      | mit 264 kg (118–146), hinter Nasik Awdaljan, 266 kg (119–147), vor Zhang Shaoling, China, 248 kg (112–136) und Liu Chunhong, 245 kg (110–135) |
| 2010 | 1.    | EM in Minsk                          | bis 69 kg      | mit 262 kg (117–145), vor Meline Dalusjan, Armenien, 260 kg (115–145) und Julija Artemowa, Ukraine, 242 kg (111–131)                          |
| 2011 | 1.    | EM in Kasan                          | bis 69 kg      | mit 265 kg (120–145), vor Tatjana Matwejewa, 251 kg (110–141) und Eszter Krutzler, Ungarn, 231 kg (104–127)                                   |
| 2011 | 1.    | WM in Paris                          | bis 69 kg      | mit 266 kg (118–148), vor Xiang Yanmei, China, 264 kg (116–148) und Tatjana Matwejewa, 253 kg (110–143)                                       |
| 2012 | 1.    | EM in Antalya                        | bis 69 kg      | mit 258 kg (115–143), vor Roxana Cocoș, Rumänien, 252 kg (110–142) und Wiktorija Sawenko, 252 kg (115–137)                                    |
| 2013 | 1.    | EM in Tirana                         | bis 69 kg      | mit 257 kg (112–145,) vor Dina Sasanawez, Weißrussland, 252 kg (112–140) und Nadja Mironjuk, Ukraine, 230 kg (105–125)                        |
| 2013 | 1.    | Universiade in Kasan                 | bis 69 kg      | mit 242 kg (107–135), vor Hung Wan-Ting, Taiwan, 224 kg (97–127) und Namsalijewa Mansuarlion, Usbekistan, 222 kg (97–125)                     |

## WM + EM - Einzelmedaillen
- WM-Goldmedaillen: 2006/Reißen, 2006/Stoßen; 2007/Stoßen; 2010/Reißen, 2010/Stoßen
- WM-Silbermedaillen: 2007/Reißen; 2009/Reißen, 2009/Stoßen
- EM-Goldmedaillen: 2007/Reißen, 2007/Stoßen; 2009/Reißen, 2009/Stoßen; 2010/Reißen, 2010/Stoßen; 2011/Reißen, 2011/Stoßen; 2012/Reißen, 2012/Stoßen; 2013/Stoßen
- EM-Silbermedaillen: 2013/Reißen

## Erläuterungen
- alle Wettkämpfe im Zweikampf, bestehend aus Reißen und Stoßen
- OS = Olympische Spiele, WM = Weltmeisterschaft, EM = Europameisterschaft